# 7088 Ishtar
7088 Ishtar è un asteroide near-Earth. Scoperto nel 1992, presenta un'orbita caratterizzata da un semiasse maggiore pari a 1,9813626 UA e da un'eccentricità di 0,3903489, inclinata di 8,29994° rispetto all'eclittica.